# Бериша, Беким
Беким Бериша (алб. Bekim Berisha, хорв. Bekim Beriša; 15 июня 1966, Грабовац, возле Печа — 10 августа 1998, Юник) — косовский солдат, получивший известность во время Югославских войн. Он служил в хорватской армии при Хорватской войны за независимость. Впоследствии он воевал в боснийской армии, а затем и в Армии освобождения Косова (АВК), где имел звание генерала. Он был убит в 1998 году, во время битвы за Юник, и посмертно получил звание бригадного генерала. Герой Республики Косово.

## Биография
Младший из шести детей в семье. Его дед, Неджип Селмани, боролся против югославских властей в Косово в течение десятилетий. После окончания средней школы в Пече он решил переехать в Хорватию, чтобы продолжить своё обучение. В Хорватии он закончил Загребский университет, где изучал ветеринарию. Через несколько лет Бериша эмигрировал в Нидерланды.
Вскоре после провозглашения независимости Хорватии и Словении, в Югославии началась война, и Бериша, несмотря на достойную жизнь в Нидерландах, стал добровольцем Армии Хорватии. Он провел 539 дней в рядах хорватской армии, был тяжело ранен.
Несколько улиц, школ и других учреждений несут его имя сегодня в Косово. В августе 2010 года Бериша посмертно стал Героем Косово, в 2013 году он также был посмертно награждён орденом Креста Хорватии.